# Comuna de Przyłęk
Przyłęk (polaco: Gmina Przyłęk) é uma gminy (comuna) na Polónia, na voivodia de Mazóvia e no condado de Zwoleński. A sede do condado é a cidade de Przyłęk.
De acordo com os censos de 2004, a comuna tem 6545 habitantes, com uma densidade 50 hab/km².

## Área
Estende-se por uma área de 130,89 km², incluindo:
- área agricola: 79%
- área florestal: 11%

## Demografia
Dados de 30 de Junho 2004:
|                      | Total   | Total | Mulheres | Mulheres | Homens  | Homens |
| -------------------- | ------- | ----- | -------- | -------- | ------- | ------ |
|                      | pessoas | %     | pessoas  | %        | pessoas | %      |
| População            | 6545    | 100   | 3220     | 49,2     | 3325    | 50,8   |
| Densidade (pop./km²) | 50      | 100   | 24,6     | 24,6     | 25,4    | 25,4   |

De acordo com dados de 2002, o rendimento médio per capita ascendia a 1201,15 zł.

## Subdivisões
- Andrzejów, Babin, Baryczka, Grabów nad Wisłą, Helenów, Ignaców, Kulczyn, Krzywda, Lipiny, Lucimia, Łagów, Łaguszów, Ławeczko Nowe, Ławeczko Stare, Mierziączka, Mszadla Dolna, Mszadla Nowa, Mszadla Stara, Okrężnica, Pająków, Przyłęk, Rudki, Stefanów, Szlachecki Las, Wysocin, Wólka Łagowska, Wólka Zamojska, Załazy, Zamość Nowy, Zamość Stary.

## Comunas vizinhas
- Chotcza, Janowiec, Policzna, Puławy, Wilków, Zwoleń